# Wilmette

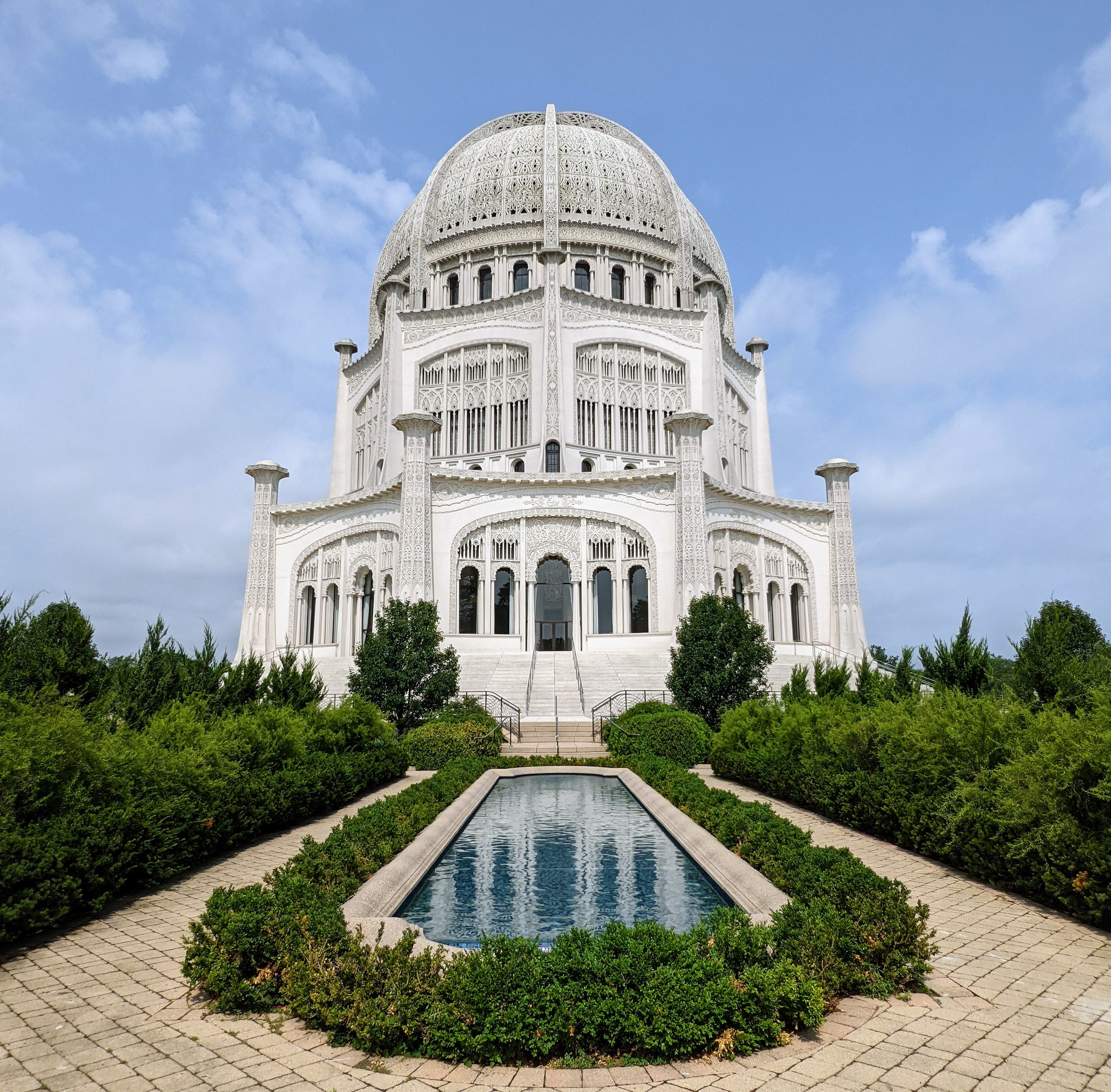
Maison d'adoration baha'ie (Bahá'í House of Worship), Wilmette (IL, USA)

Wilmette est un village de 27 651 habitants situé à environ cinq kilomètres au nord de la ville de Chicago dans le comté de Cook, au nord-est de l'État de l'Illinois aux États-Unis. C'est à Wilmette que se trouve l'extrémité nord de la Pulaski Road.

## Personnalités liées à la commune
- Luther D. Bradley, illustrateur et caricaturiste politique y est mort le 9 janvier 1917.
- Bill Murray, acteur, y est né le 21 septembre 1950.
- Bruce A. Young, acteur, y est né le 22 avril 1956.
- À Wilmette, ont grandi les membres d'un groupe de musique pop rock assez connu en France, les Fall Out Boy (raccourci FOB). Ce groupe est composé de Patrick Stump (voix, guitare), Pete Wentz (basse, voix), Joe Trohman (guitare) et de Andy Hurley (batteur).
- Nico Tortorella,acteur américain y est né le 30 juillet 1988.